# Damon Salvatore
Damon Salvatore es un personaje ficticio interpretado por Ian Somerhalder en la serie dramática de televisión The Vampire Diaries de la cadena de televisión estadounidense The CW, la cual narra la vida de Elena, sus amigos y otros habitantes de una ficticia ciudad de Virginia, llamada Mystic Falls.

## Biografía
El Libro
Damon nació en Florencia Italia, alrededor del siglo XV. A los 17 años Damon se une al ejército y años después vuelve a la ciudad donde se encuentra con una nueva joven, Katherine Pierce. Tanto él como su hermano Stefan Salvatore quedan enamorados de la joven.
Después de un tiempo, los hermanos Salvatore la obligan a elegir a uno de ellos y Katherine decide elegirlos a los dos, contándole a Damon su secreto, pero ocultándoselo a Stefan. Katherine es un vampiro. Tras enterarse de lo sucedido, en venganza convence a los dos hermanos de beber su sangre para convertirlos en vampiros tras la muerte. Los hermanos comienzan una batalla. Siendo que Damon le entrega a su mejor amigo, Lorenzo. Siendo víctima de Katherine y convirtiéndose en vampiro, mientras que Stefan conoce a su amiga Lexi tras convertirse en vampiro y ella lo ayuda a controlar su sed de sangre. 
Damon y Stefan despiertan 3 días después. Las peleas vuelven y cada uno se despide, no podían convertirse en monstruos, por la noche Stefan va a casa de su padre y lo asesina chupándole la sangre, completando la transición a vampiro. Stefan corre hasta Damon y lo alienta a tomar sangre, Damon cae en la tentación, y le jura a su hermano una eternidad de odio por haberlo convertido en lo que es.

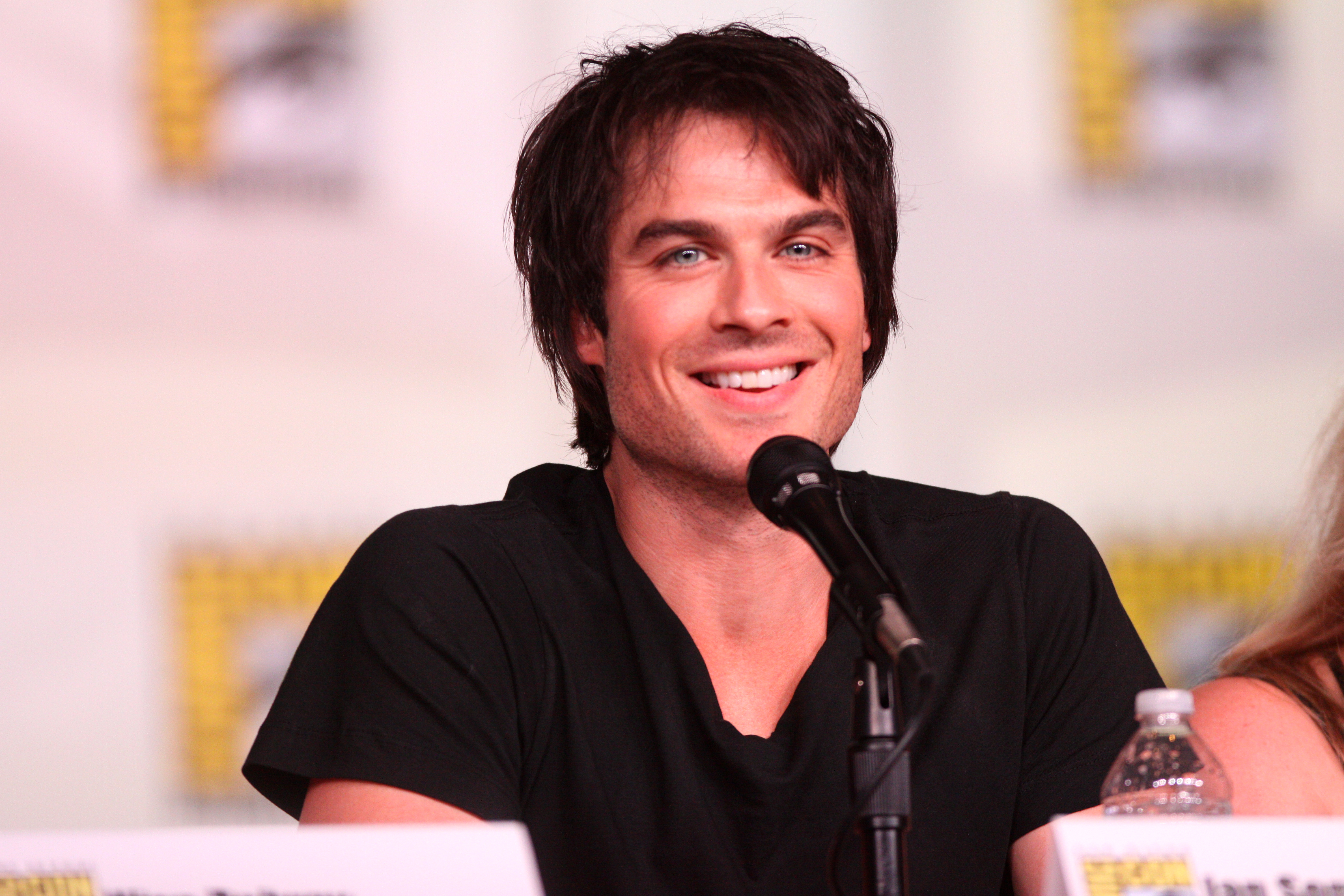

Damon sigue su camino separado de su hermano por siglos. Poco a poco, Damon se volvió un vampiro malvado sin ningún respeto por la vida humana. Pasan algunos siglos y Damon vuelve a su lugar de nacimiento, donde encuentra a su hermano viviendo una vida de chico de preparatoria, en un instituto, pero se encuentra con una chica, una chica con el pelo rubio como el sol y unos ojos azules como el lapislázuli. Una chica igual a Katherine. Desde ese entonces Damon imagina a la chica como su Princesa de la oscuridad por siempre. 
En el final de Conflicto (el segundo libro)Elena choca contra un árbol en el puente de la ciudad, se ahoga y muere. Pero misteriosamente un Vampiro le da sangre y vuelve como uno de ellos.
En el tercer libro Furia, Elena se ve encantadamente enamorada de Damon, y este la ayuda a sobrevivir como vampiro. En Furia un vampiro malvado anda suelto, y Damon, Stefan, Elena, Matt, Meredith y Bonnie hacen lo posible por encontrarlo. El vampiro resultaba ser Katherine que atrapa a Elena, Damon y Stefan en el cementerio, mientras que Bonnie, Matt y Meredith escapan. Katherine le ofrece a Damon huir con ella pero Damon "la manda al infierno". En el final Elena le arranca el collar del sol a Katherine y la empuja al sol pero Elena  muere con ella. Stefan y Damon lloran su muerte. Todo el cuarto libro en el que Elena  vuelve como fantasma, pero después vuelve a ser humana. En el cuarto libro, Invocación aparece Klaus el vampiro más viejo de la historia pero Damon logra vencerlo en una batalla. En el quinto libro, "Damon, El Retorno" aparecen dos demonios "diablos" que le proponen un trato a Damon, este acepta, y se llevan a Stefan a la dimensión oscura, encerrado en una celda. En el libro 5 y 6 Damon, Elena, Bonnie y Meredith viajan a la Dimensión Oscura donde, Elena  y Damon refuerzan sus sentimientos, y pasan por momentos malos. Finalmente liberan a Stefan, y Damon se convierte en humano debido a una flor mágica. Damon y Bonnie en "Damon, Medianoche" viajan de vuelta a la Dimensión Oscura por una cura. En la mitad del libro Elena  y Stefan aparecen en la Dimensión Oscura, y Bonnie descubre como llegar a uno de los tesoros mágicos más poderosos del mundo. Los 4 viajan hacia el lugar donde encuentran muchos peligros. Damon y Elena  se besan a espaldas de Stefan pero el no se da cuenta. Cuando llegan a encontrar el tesoro, Bonnie intenta subirse a un árbol mágico pero se resbala y cae en el árbol mágico, del cual saca una espinas en el suelo. Bonnie estaba a punto de morir pero Damon corre, la agarra, la empuja, y cae sobre las espinas matándolo. En sus últimos minutos de vida Elena  llora, lo besa, le cuenta los mejores momentos juntos, hasta le da sangre pero nada puede salvarlo. Lo último que le dice Elena a Damon es: "Damon, nunca estarás solo, nunca nadie está solo" Minutos después Damon muere pero una voz mental de Damon le dice a Elena  "Elena, no llores siempre, tienes que saber que nunca estarás sola, nunca nadie está solo".
La Serie
Damon nació en Mystic Falls el 28 de junio de 1839. Cuando Katherine Pierce llegó a la ciudad, tanto él como su hermano menor, Stefan Salvatore, se enamoran de ella. En 1864, a los 25 años se convierte en un vampiro después de que su padre lo matara a balazos con la sangre de Katherine en su organismo. Su transición se completó después de que Stefan, ahora también vampiro, lo convenciera de matar a una mujer. Damon (enfadado porque Katherine también había convertido a Stefan, puesto que también se entera de que los había convertido en venganza) se compromete a hacer la eternidad de su hermano miserable.  Más de un centenar de años más tarde, Damon vuelve a Mystic Falls para liberar a Katherine, ya que cree que está encerrada en la tumba. Cuando se entera de que no está en la tumba y ha estado viva todo el tiempo, él encuentra refugio en Elena, una chica con el pelo marrón como el chocolate, igual a Katherine. Por lo que comienza a enamorarse de ella. Su relación con Stefan también mejora y se demuestra que Damon realmente se preocupa por su hermano.  En el comienzo de la serie, Damon mata a la gente impulsivamente, pero a medida que avanza la serie empieza a actuar de manera más humana y deja de matar a la gente. Incluso empieza a tener amistades y a recuperar algunas, como Alaric Saltzman, y hasta la Sheriff Forbes.
Cuando Katherine regresa en la segunda temporada y ella le miente diciéndole que siempre ha querido Stefan y no a él, él se resiente y empieza a "odiarla". Él conoce a otra vampira llamada Rose. Cuando a Rose la muerde un hombre lobo, a Damon no le queda otra opción que acabar con la agonía de Rose. Y brevemente descontrolado vuelve a caer en sus viejos hábitos, matando a una mujer salvajemente. Poco después, Damon inicia una relación con una reportera llamada Andie Star. Damon la obliga a estar de acuerdo con él hipnotizándola, y la utiliza para distraerse. Damon fue mordido por Tyler en Luna llena, y su hermano Stefan acude a Klaus para la cura. A pesar de todo, Damon, ama profundamente a Elena. Cuando Damon se está muriendo, debido a la mordedura de hombre lobo, Elena le dice que ella lo perdona por todo y que le gusta como es él y lo besa. Minutos más tarde, Katherine, llega con la sangre de Klaus (la cura para la mordida) y Damon se salva. Katherine le dice tanto a él como a Elena que Stefan se tuvo que entregar a Klaus renunciando a todo.
Cuando comienza la tercera temporada, han pasado dos meses desde que Stefan desapareció con Klaus. Elena lo sigue buscando junto con la Sheriff Forbes. Damon le dice que no lo busque, pero él en secreto junto con Alaric y Damon le siguen la pista a Stefan. Damon encuentra el último sitio en donde estuvo Stefan y Klaus, y cubre el asesinato de su hermano. Klaus se entera de que Damon está buscando a Stefan, y Stefan le dice a Klaus que se encargara de su hermano, regresa a Mystic Falls y busca a Andie Star, la novia de Damon, y la hipnotiza para que se suicide y Damon no lo puede evitar, Stefan le dice que lo deje en paz que él no quiere ser encontrado. Elena descubre en la habitación de Damon los recortes de periódicos, fotos, etcétera de Stefan, y enfrenta a Damon, y él le responde diciendo que todas esas víctimas no son de Klaus, sino de Stefan. Alaric, Elena y Damon se van al bosque a buscar a Stefan, en medio del bosque aparece un lobo-casi híbrido en transición, y estuvo a punto de atacar a Damon, luego el lobo se convierte, y Damon empieza a correr para que lo persiga en el momento que lo iba a atacar aparece Stefan, y le dice que se lleve a Elena lejos y que lo deje en paz. Más tarde Damon le dice a Elena que traerá de regreso a Stefan, porque por algún motivo su hermano no puede dejarlo morir. Y está en deuda con él por todo. Cuando Stefan regresa a Mystic Falls pierde por completo su humanidad, y ataca a Elena, mientras Damon se encontraba con Katherine y Jeremy (el hermano menor de Elena), Damon al enterarse regresa al hospital donde esta Elena y la saca luego de amenazar a Klaus con el cazador Mikael (padre de los Originales). Damon en la casa le promete a Elena, que jamás se volverá a ir ni la dejará sola. Stefan aparece en la casa como si nada y le dice que Klaus lo hipnotizo para cuidar a Elena. Damon tuvo sexo con la hermana de Klaus, Rebekah pues está se quedó viviendo en casa de los Salvatore, poniendo así celosa a Elena. Damon está molesto con la actitud de su hermano. A medida que van pasando los capítulos Elena y Damon se vuelven más cercanos, en el capítulo diez, Damon le dice a Elena que si se tenía que sentir culpable de algo sería de esto, y le da un beso. Y en el capítulo 11, Stefan se entera del beso, ya que estaba fuera de la hipnosis de Klaus, y pelea con Damon. Damon le saca la daga a Elijah, y los dos se unen para hundir a Klaus. En el capítulo 15, Damon le dice a Elena que se enoja con ella porque la ama, y ella le responde con un simple "quizás ese sea el problema". Elena escoge bailar con Damon en vez de Stefan. En el capítulo 19, Elena y Damon se encuentra en un Motel con Jeremy, en la noche mientras Jeremy duerme, Elena le pregunta a Damon porque él no deja que las personas vean lo bueno que hay en él, a lo que él le responde: "Porque cuando la gente te ve bueno, esperan que seas bueno. Y no quiero tener que cumplir con las expectativas de nadie". Fuera de la habitación, Elena besa a Damon, siendo interrumpidos por Jeremy. Más tarde, Damon se da cuenta de que el viaje Elena lo hizo con él para aclarar sus dudas de a quién quería, si a él o a Stefan, a lo cual él se enoja. Cuando Elijah regresa a la ciudad, llega a un acuerdo con Elena, Bonnie, y los Salvatores, prometiendo que a cambio de Klaus, revivirá a Klaus generaciones más tarde. Damon y Bonnie van a recuperar a Klaus, pero Alaric embosca a Damon. Rebekah llega y trata de salvar a Klaus, pero Alaric se las arregla para replantear al neutralizado Klaus. En una conversación con Matt, Elena le dice que Stefan estaba allí en un momento en su vida cuando no tenía nada, y eso es lo que el verdadero amor debe ser, pero que cuando está con Damon, ella se siente una pasión para él que la consume. Matt, obligando a Elena de Mystic Falls con él, le dice que ella debe elegir entre cualquiera de Stefan y Damon para pasar la última hora con el antes de morir. Elena decide Stefan, alegando que tal vez si había conocido a Damon en primer lugar, las cosas serían diferentes. Rebeca, furiosa y desolada, decide vengarse provocando que Matt y Elena se caigan de un puente. Alaric muere después de que Elena se ahoga, pero se le aparece a Jeremy como un fantasma para decir adiós. Bonnie se ve hablando con lo que parece ser Tyler, pero resulta ser Klaus poseyendo el cuerpo de Tyler, Bonnie realizó un hechizo antes de que Alaric se presentara. Damon recuerda un momento con Elena antes de que sus padres murieran y tienen una breve conversación en la que le dice que ella tiene que estar con alguien a quien ella sienta pasión por él, una pasión que la consume. Damon la obliga a olvidarse de haber hablado con él, lo que la hace olvidar que lo conoció antes de Stefan. Elena vuelve a la vida como un vampiro al final del episodio (aunque ella aún no ha sido de transición), cuando se revela que Meredith le había dado la sangre de vampiro para curar una hemorragia cerebral.
En los cortes de la cuarta temporaSsda se ve a Damon, reclamándole a Stefan, y culpando a Rebekah por lo sucedido con Elena. Luego, Damon y Stefan descubren una cura para el vampirismo de Elena, un creciente tatuaje en el cazador de vampiros Connor, al cual Elena asesina. Cuando Damon se entera de que Stefan terminó su relación con Elena, este se acuesta con ella y comparten un romántico momento, sin saber que ella tiene un vínculo de señorío hacia Damon, tal como Tyler tenía hacia Klaus. Pero luego Elena apaga su humanidad porque Katherine mata a Jeremy para así despertar a Silas, y el vínculo señorial se rompe y cuando la vuelve a encender se da cuenta de que en realidad si está enamorada de Damon.
En la quinta temporada se le ve saliendo con Elena. Después de que esta se vaya a la universidad llega Katherine pidiéndole que la proteja porque no se puede defender al ser humana (Elena hace que se tome la cura),y tiene enemigos en todo tipo de lugares. Más tarde llega Silas buscando a Katherine, porque ella aún no lo sabe pero la cura aún existe y esa es su sangre.
En la universidad de Withmore secuestran a Damon y Elena por la sociedad Augustine(en la cual el ya había estado desde 1953 hasta 1958), donde experimentan con ellos. Damon logra escapar pero va en busca de Stefan para salvar a Elena, y así es. Katherine está muriéndose y pasa a ser viajera en el cuerpo de Elena. Esta rompe con Damon, y Damon desata en olas de furia y empieza a matar a todo el mundo. Antes de matar al Dr. Wes Maxfield, este le inyecta un virus que le hace sentir ansias por la sangre de vampiro. Pasan semanas y Stefan y "Elena" van en busca de Damon, donde "Elena" intenta que Stefan mate a Damon para quedarse con Stefan para siempre. Finalmente, Damon se da cuenta de esto y todos saben que Katherine esta en el cuerpo de Elena. Después de echar a Katherine del cuerpo de Elena se ve que Elena también está infectada y Stefan y Caroline colaboran para conseguir la cura. Enzo les lleva la cura, y después discuten diciéndose que no están hechos para estar juntos, cortan, y finalmente, el episodio termina en una escena de sexo entre ambos.
Enzo hace que Stefan le mate, por lo que Elena y Stefan tienen este secreto, el cual finalmente Damon se entera. Damon quiere estallar en cólera pero se contiene por Elena, a su vez dice: "Cuando te tengo cerca, me vuelvo loco, y cuando no te tengo cerca, me vuelvo loco" Finalmente este la acaba besando.
Como los viajeros se llevan a Stefan y Elena, Damon les intenta salvar, pero el líder de los viajeros, Marcos, crea un hechizo que impide la magia que no sea natural en todo Mystic Falls por lo que se van afuera de la ciudad. 
Al buscar una forma de matar a los viajeros y salvar a Bonnie, Liv se ve realizada a hacer un hechizo que salve a Luke a todos los seres queridos del otro lado. Sin embargo, Luke interrumpe a Liv antes de que esta termine y, Damon y Bonnie quedan en el otro lado, a lo que piensan que van a morir, pero la abuela de Bonnie, envía a esta a un mundo prisión, y al estar agarrada de la mano con Damon, se lo llevó a él también.

## vida personal

### Familia
Cuenta con su hermano 6 años menor que él, Stefan Salvatore. A más de sus padres, Lillian y Giuseppe Salvatore (ambos fallecidos) y su bisobrino Zach Salvatore (único Salvatore mortal). Al final de, tanto en la serie de televisión, como en los libros, se casa con Elena Gilbert y tienen una hija, Stefanie Salvatore (Elle Ramos), quien dicho nombre es en honor a su difunto hermano, Stefan.

### Habilidades
Como todos los vampiros, Damon tiene la habilidad de manipular los impulsos electromagnéticos del cerebro, lo que comúnmente se conoce como hipnosis.  También puede hipnotizar animales, ejemplo los cuervos. Es muy rápido como todos los vampiros y también muy fuerte. También puede curar a los humanos con su sangre, ya que la sangre de los vampiros puede curar a los humanos (si un humano muere con la sangre de un vampiro dentro, regresa a la vida para convertirse en vampiro al beber sangre humana).

### Rasgos
Damon es irónico y sarcástico, es su forma de defenderse, pero tras ese escudo vemos lleno de dolor y un pasado repleto de errores. Damon en un principio demuestra que no siente nada de amor, ni de humanidad por nadie. Se le tiene como un vampiro sádico, ególatra, arrogante, ya que no muestra sumisión con vampiros más fuertes que él, como Klaus, Rose, Elijah, sociópata, vengativo, desconfiado, no tiene piedad con aquel que le ha hecho sufrir, aunque normalmente es el vampiro malo, solo es una tapadera porque en el fondo demuestra que puede ser una buena persona. Es ingenioso e inteligente, de hecho siempre se da cuenta de lo que pasa alrededor, astuto, paciente ha esperado 20 años para abrir la tumba, capaz de organizar planes. No confía en nadie, excepto Elena, el gran amor de su vida. Y un poco en Rose, también en su hermano Stefan, con el que mantiene una relación compleja durante toda la serie, en Alaric y más tarde en Bonnie.En ocasiones resulta un tanto brusco, borde pero es cortés y sensible, aunque esto último no suele mostrarlo.También es notable su noble comportamiento en muchas ocasiones, como cuando expone su vida para salvar la de otros. Es cabezota y orgulloso. Puede llegar a ser fiel, y protector con la gente que quiere, Damon es un personaje complejo con contradicciones.Ama apasionadamente aunque se presente como un escéptico del amor. Tiene un pasado tormentoso, que lo persigue, con el que se ha forjado un tipo de dureza. Es impulsivo lo que le hace a menudo cometer errores. Vengativo y rencoroso cuando le hacen daño. Es solitario aunque a lo largo de la serie hace varios amigos. E incluso se reconcilia con su hermano. Esta decepcionado con el mundo que le rodea. Sufre y no siempre consigue lo que quiere. Es aficionado a aprovecharse de las mujeres, que se lanzan a sus  brazos, pero sus conquistas le dejan un recuerdo «doloroso»; su verdadero  amor Elena, a la que ama locamente, que le hace reflexionar sobre su forma de ser y sobre cómo está llevando su vida. La quiere, y como sabremos en la tercera temporada se siente culpable porque es la chica de su hermano. Esta completamente enamorado de ella, y solo quiere que sea feliz incluso sino es con 
el. Elena parece ser la única mujer, después de mucho tiempo, que es capaz de dejar huella en el duro corazón de Damon y ablandarlo, es el amor de su vida, pero varias veces optará por dejarla ir, porque no puede ser egoísta con ella, cree que se merece a alguien como su hermano Stefan, se siente un monstruo no quiere ver que se convierta en eso. Damon también es gracioso, pone motes a la mayoría de los personajes, impulsivo, a veces parece que esté loco, hace un gesto peculiar con los ojos, que hace que parezca desequilibrado. Es un vampiro muy orgulloso le cuesta pedir perdón, nunca dice lo que siente, lo oculta. Muchas veces sumerge sus penas en Bourbon.Es
un antiheroe muy humano.